# Mino Argentieri
Domenico Argentieri, meglio conosciuto come Mino Argentieri (Pescara, 13 agosto 1927 – Roma, 22 marzo 2017), è stato un critico cinematografico e storico del cinema italiano.

## Biografia
Si trasferì a Roma nel 1934, dove si diplomò alla Scuola universitaria per assistenti sociali nel 1949. Nel 1954, iniziò a lavorare come critico cinematografico per l'Unità e, dal 1962, anche per Rinascita, Il contemporaneo e L'eco del cinema.
Per oltre vent'anni è stato docente di Storia del Cinema all'Istituto Universitario Orientale di Napoli. Le sue analisi sul rapporto tra cinema, società, potere e censura sono diventate un punto di riferimento nell'ambito della critica cinematografica. È stato fondatore della Biblioteca del Cinema Umberto Barbaro e promotore del Premio Cinematografico Charlie Chaplin istituito nel 2006 andato avanti per 10 edizioni. Il Premio è stato assegnato a  “personalità che nel campo della creazione artistica, della ricerca, degli studi, della pubblicistica e dell’organizzazione culturale hanno dato un contributo al rinnovamento e allo sviluppo del cinema italiano”. È stato sostenitore e collaboratore del periodico Diari di Cineclub.
Fu cofondatore assieme a Tommaso Chiaretti, Spartaco Cilento, Lorenzo Quaglietti e Giovanni Vento della rivista Cinemasessanta curata nel corso del tempo da diverse case editrici fermandosi al numero 328 di aprile/giugno 2016. Con la scomparsa di Argentieri, avvenuta nel marzo del 2017, Cinemasessata ha disdetto il contratto con l’ultima casa editrice e non è più uscita.

## Libri
- La censura nel cinema italiano, Roma, Editori Riuniti, 1974, ISBN non esistente.
- Padre padrone: dal soggetto al film, vol. 77, Bologna, Cappelli, 1977, ISBN non esistente.
- Il cinema sovietico negli anni trenta, Roma, Editori Riuniti, 1979, ISBN non esistente.
- L'occhio del regime, Firenze, Vallecchi, 1979, ISBN non esistente.
- L'occhio del regime, Roma, Bulzoni Editore, 2003, ISBN 88-8319-872-7.
- Cinema: storia e miti, Napoli, Tullio Pironti Editore, 1984, ISBN non esistente.
- L'asse cinematografico Roma-Berlino, Napoli, Edizioni Libreria Sapere, 1986, ISBN non esistente.
- Fascismo e antifascismo negli anni della Repubblica, Milano, FrancoAngeli, 1986, ISBN non esistente.
- Risate di regime, Venezia, Marsilio Editori, 1991, ISBN 88-317-5567-6.
- Schermi di guerra, Roma, Bulzoni Editore, 1995, ISBN 88-7119-813-1.
- Il cinema italiano dal dopoguerra a oggi, Roma, Editori Riuniti, 1998, ISBN 88-359-4439-2.
- Il cinema in guerra, Roma, Editori Riuniti, 1998, ISBN 88-359-4498-8.
- Storia del cinema italiano, Roma, Newton Compton Editori, 2006, ISBN 88-541-0579-1.